# Baule
För andra betydelser, se Baule (olika betydelser).
Baule, baulé, baoule eller baoulé är en akantalande folkgrupp i Elfenbenskusten och Ghana i Västafrika. Gruppen består av omkring 2 miljoner människor, och deras område angränsar till senufo-, malinke-, guro- och ashantifolkens.

## Historia
Baulefolket emigrerade från Ghana då ashantifolket tog makten där och deras drottning Aura Poku ledde dem till deras nuvarande område i dagens Elfenbenskusten för omkring 300 år sedan. Denna utvandring har haft en central plats i baules muntliga traditioner och dagens baulekungar, Aura Pokus manliga ättlingar, residerar fortfarande i det palats som hon en gång grundade.

## Konst
Baulefolket skapar traditionell konst i flera olika tekniker och utmärker sig med sina träskulpturer. De gjuter även konstföremål i mässing och guld i en stil som ligger nära deras grannar senufo och guro.

## Ekonomi
Baulefolkets traditionella huvudnäring är jordbruk. Basgrödor är jams och majs. I deras område finns flera grödor som importerades från Amerika som en del av slavhandeln: majs, kassava, peppar, jordnöt, tomat, squash och batat (sötpotatis). En viktig inkomstkälla är deras kaffe- och kakaoplantager som drivs med hjälp av importerad arbetskraft från framför allt Burkina Faso. Baule bedriver också boskapsskötsel och håller får, getter, höns och hundar. En central plats i baules ekonomi har de marknader som äger rum med fyra dagars mellanrum där inhemska såväl som importerade produkter säljs av i första hand kvinnor.

## Politik
Baulefolket styrs av kungar som en starkt centraliserad, matrilinjär monarki. Under kungen finns ett hierarkiskt system med lokala företrädare och rådgivare. Det viktigaste masksällskapet heter Goli.

## Religion
Baules religiösa system inkluderar både förfaderskult och olika naturgudar. Naturandar och deras makar är populära motiv i skulpturen.